# Општина Плојешти (Прахова)
Плојешти (рум. Ploieşti) општина је у Румунији у округу Прахова.
Oпштина се налази на надморској висини од 157 m.

## Становништво

### Попис2002.
| Расподела становништва по националности 2002.‍ | Расподела становништва по националности 2002.‍ | Расподела становништва по националности 2002.‍ | Расподела становништва по националности 2002.‍ | Расподела становништва по националности 2002.‍ |
| --------------------------------------------- | --------------------------------------------- | --------------------------------------------- | --------------------------------------------- | --------------------------------------------- |
|                                               |                                               |                                               |                                               |                                               |
| Румуни                                        | Румуни                                        |                                               | 225.570                                       | 97,0%                                         |
| Мађари                                        | Мађари                                        |                                               | 237                                           | 0,1%                                          |
| Роми                                          | Роми                                          |                                               | 5.873                                         | 2,5%                                          |
| Украјинци                                     | Украјинци                                     |                                               | 15                                            | 0,0%                                          |
| Немци                                         | Немци                                         |                                               | 148                                           | 0,1%                                          |
| Руси                                          | Руси                                          |                                               | 56                                            | 0,0%                                          |
| Турци                                         | Турци                                         |                                               | 100                                           | 0,0%                                          |
| Татари                                        | Татари                                        |                                               | 4                                             | 0,0%                                          |
| Срби                                          | Срби                                          |                                               | 8                                             | 0,0%                                          |
| Бугари                                        | Бугари                                        |                                               | 12                                            | 0,0%                                          |
| Грци                                          | Грци                                          |                                               | 108                                           | 0,0%                                          |
| Јевреји                                       | Јевреји                                       |                                               | 65                                            | 0,0%                                          |
| Чеси                                          | Чеси                                          |                                               | 8                                             | 0,0%                                          |
| Пољаци                                        | Пољаци                                        |                                               | 12                                            | 0,0%                                          |
| Италијани                                     | Италијани                                     |                                               | 58                                            | 0,0%                                          |
| Кинези                                        | Кинези                                        |                                               | 8                                             | 0,0%                                          |
| Јермени                                       | Јермени                                       |                                               | 17                                            | 0,0%                                          |
| Чанго                                         | Чанго                                         |                                               | 6                                             | 0,0%                                          |
| други                                         | други                                         |                                               | 185                                           | 0,1%                                          |
| неизјашњени                                   | неизјашњени                                   |                                               | 37                                            | 0,0%                                          |

### Хронологија
| Година       | 1992   | 1993   | 1994   | 1995   | 1996   | 1997   | 1998   | 1999   | 2000   | 2001   | 2002   | 2003   | 2004   | 2005   | 2006   | 2007   | 2008   | 2009   | 2010   | 2011   | 2012   | 2013   | 2014   | 2015   | 2016   | 2017   |
| ------------ | ------ | ------ | ------ | ------ | ------ | ------ | ------ | ------ | ------ | ------ | ------ | ------ | ------ | ------ | ------ | ------ | ------ | ------ | ------ | ------ | ------ | ------ | ------ | ------ | ------ | ------ |
| Становништво | 253515 | 254677 | 255015 | 255259 | 254769 | 254549 | 253691 | 252578 | 251736 | 251404 | 250344 | 249527 | 247911 | 246917 | 245984 | 244799 | 243431 | 242445 | 241350 | 239305 | 237721 | 236304 | 235393 | 234248 | 232413 | 230523 |